# This Is the Remix (album de Destiny's Child)
Albums de Destiny's Child
8 Days of Christmas
(2001) Destiny Fulfilled
(2004)
Singles
1. Bootylicious (Rockwilder Remix)
Sortie : 2002
2. Nasty Girl (Maurice's Nu Soul Mix)
Sortie : 2002

This Is the Remix est un album remix du groupe américain de R'n'B Destiny's Child. Le nom de l'album est un message d'explication pris à partir de la première piste No, No, No Part 2 et est une collection de leurs remixes. L'album se compose d'un mélange de R'n'B et de remixes dance enregistrés entre 1997 à 2002. L'album est sorti le 8 mars 2002 et prend la 29e place du Billboard 200 américain.

## L'album
L'album est une collection des remixes les plus pertinents des Destiny's Child (et de quelques pistes bonus). Il est particulièrement remarqué car il contient plusieurs remixes rechantés. Le premier de ces remixes rechantées (et leur premier « remix » tout court), No, No, No (Part II) est présent sur le disque. D'autres remixes majeurs urbaines sont rechantées dont Say My Name (Timbaland Remix), Bootylicious (Rockwilder Remix), Bug A Boo (Refugee Camp Remix), et Emotion (Neptunes Remix). En termes d remixes majeurs urbaines qui ne sont pas rechantés, l'album contient également le Survivor (Remix) avec Da Brat.
L'album est entièrement jonché de remixes R'n'B, et contient des remixes dance principalement remixé par Maurice Joshua. Ses remixes sur l'album sont Bills, Bills, Bills (Maurice's Xclusive Livegig Mix), Nasty Girl (Azza's Nu Soul Mix), et So Good (Maurice's Soul Remix), avec cette dernière qui contient des voix ré-enregistrées. Pour les autres mixes dances, l'album contient également un remix dance/rythmique de Dot (E-Poppi Mix) (l'original est présent sur la bande originale de Charlie et ses drôles de dames).
Comme mentionné ci-dessus, l'album contient également quelques pistes bonus qui ne sont pas du tout dans le modèle traditionnel d'un remix strictement dance ou R'n'B. Tout d'abord, l'album contient un remix medley de Jumpin' Jumpin'  qui allie le So So Def Remix de la chanson avec les membres de départ LeToya Luckett et LaTavia Roberson avec le Maurice's Jumpin Retro Mix dans un nonstop mais sans couture hybride. Ce mix de la chanson est un remix rare exclusivement disponible sur cet album, et il contient également les voix de Michelle Williams et Farrah Franklin. L'album se poursuit avec les pistes bonus, en incluant Independent Women (Part II),qui est censé être la deuxième partie de la chanson (mais ironiquement, cette partie a été écrite avant Independent Women (Part I)). L'album se termine avec une piste bonus, le premier single de Michelle Williams de son premier album, l'influencé gospel Heard A Word avec un son de saxophone distinct qui est éliminé de la version album.

## Liste des pistes
Numéro: Europe COL 507627 2
1. No, No, No Part 2 (Version prolongée avec Wyclef Jean) : 4:03
2. Emotion' (Remix The Neptunes) : 4:15
3. Bootylicious (Remix Rockwilder Remix avec Missy Elliott) : 4:12
4. Say My Name (Remix Timbaland avec Static Major) : 5:01
5. Bug A Boo (Remix Refugee Camp avec Wyclef Jean; version éditée) : 3:48
6. Dot (The E-Poppi Mix) : 3:58
7. Survivor (Remix avec Da Brat; Version prolongée éditée) : 3:24
8. Independent Women Part II : 3:42
9. Nasty Girl (Azza's Nu Soul Mix) : 5:18
  - Version piste américaine
10. Nasty Girl (Maurice's Nu Soul Radio Edit) : 4:08
  - Version piste internationale
11. Jumpin', Jumpin' (Remix Version prolongée avec Jermaine Dupri, Da Brat et Lil Bow Wow) : 7:16
  - Contient un medley des remixes So So Def et Maurice
12. Bills, Bills, Bills (Maurice's Xclusive Livegig Mix Edit) : 3:23
13. So Good (Maurice's Soul Remix Edit) : 4:59
14. Heard A Word (Piste bonus; Michelle Williams) : 4:57

| 1. | Independent Women Part I (Joe Smooth 200 Proof 2 Step Mix) | 4:18 |
| 2. | Bootylicious (Ed Case Refix)                               | 4:45 |

## Ventes
L'album est conçu comme un « bouche-trou » pour les fans de Destiny's Child. Il réussit relativement bien avec la révolution de l'album remix de 2002 (qui commence avec l'album remix de 2002 de Jennifer Lopez). This Is The Remix débute à la 29e place du Billboard 200 avec plus de 37 000 exemplaires vendues dans sa première semaine, mais après seulement sept semainess, l'album qui n'a pas été bien promu, quitte le classement et à ce jour l'album s'est vendu à environ 100 000 exemplaires aux États-Unis. Il fonctionne mieux en Nouvelle-Zélande où il débute à la huitième place, c'est le seul pays où il fait un top dix comme il est un flop relatif dans les plupart des marchés en vendant juste 750 000 exemplaires dans le monde entier.

## Classements
| Pays                             | Meilleure position |
| -------------------------------- | ------------------ |
| Autriche                         | 47                 |
| Pays-Bas                         | 27                 |
| Allemagne                        | 43                 |
| Japon                            | 60                 |
| Nouvelle-Zélande                 | 8                  |
| Suisse                           | 43                 |
| Royaume-Uni                      | 25                 |
| Billboard 200                    | 29                 |
| Billboard Top R&B/Hip-Hop Albums | 19                 |